# Línea SE735 (EMT Madrid)
El Servicio Especial (S.E.) codificado como SE735 de la EMT de Madrid unió Madrid Arena con el Hipódromo entre el 16 de diciembre de 2022 y el 8 de enero de 2023.

## Historia
La primera vez que se usó la numeración «735» para un servicio especial fue entre el 3 de junio y el 12 de octubre de 2010, y posteriormente entre el 21 de abril y el 25 de septiembre de 2011, para unir la estación de Casa de Campo con el Zoo Aquarium de Madrid.

## Características
Esta ruta, junto con la línea SE736, funcionó para facilitar el traslado a los asistentes al espacio navideño Árticus. Era gratuita para los usuarios.

### Frecuencias
| Todos los días               |           |
| De 11:00 a 15:00             | 10 min    |
| De 15:00 a fin               | 7-10 min  |
| 24 y 31 de diciembre         |           |
| De 11:00 a 17:00             | 10 min    |
| De 17:00 a 18:30             | 10-15 min |
| 25 de diciembre y 1 de enero |           |
| De 16:30 a 23:00             | 7-8 min   |
| De 23:00 a fin               | 7-10 min  |
| 29 de diciembre              |           |
| De 18:00 a fin               | 7-10 min  |

## Recorrido y paradas
| Código | Parada       | Común con |
| ------ | ------------ | --------- |
| 5364   | Madrid Arena | SE736     |
| 6013   | Hipódromo    |           |